# Assedio di Pavia (773-774)
L'assedio di Pavia fu condotto dalle armate del re franco Carlo Magno (742-814). Nella città, allora capitale del Regno longobardo, si era asserragliato il sovrano longobardo, Desiderio, con parte dell'esercito regio. L'assedio portò alla vittoria dei Franchi e determinò la caduta del Regno longobardo e l'annessione dei suoi domini a quelli del Regno franco.

## Antefatto
Il re longobardo Desiderio riuscì a tessere un'importante rete di alleanze con i suoi confinanti, riuscendo a combinare i matrimoni tra le proprie figlie e i rispettivi sovrani: Liutperga andò in sposa a Tassilone III di Baviera, mentre Gerberga e una figlia di cui non è noto il nome furono promesse ai figli del re dei Franchi Pipino il Breve, Carlo e Carlomanno. Nella seconda metà dell'VIII secolo il Regno longobardo era ormai una realtà strutturata e in forte crescita economica.
Nel 771 Carlomanno morì e Carlo, appena divenuto unico re dei Franchi, rivide le proprie alleanze e decise d'interrompere il proprio legame con la figlia di Desiderio. Gerberga, temendo probabilmente per la sua vita e quella dei propri figli, lasciò il regno e trovò asilo presso il cognato Tassilone e poi presso il padre Desiderio. Questi due avvenimenti portarono al deterioramento delle relazioni franco-longobarde.
Dopo la morte di papa Stefano III, nel 772 salì al soglio pontificio Adriano I, papa fortemente anti-longobardo e filo-franco. Dopo il rifiuto di incoronare i figli di Gerberga, Desiderio decise di mettere sotto assedio Ravenna. Il papa inviò come ambasceria il capo della fazione longobarda, Paolo Afiarta, approfittando della sua assenza per indebolire i simpatizzanti dei longobardi e far condannare a morte lo stesso Afiarta. Dopo l'esecuzione di quest'ultimo, Desiderio per ritorsione invase il Montefeltro e le città di Senigallia, Gubbio e Urbino, minacciando di marciare direttamente su Roma. Nonostante la possibilità di catturare la città, Desiderio decise di ritirarsi, ritornando nella Langobardia Maior, rifiutando tuttavia di restituire i territori conquistati al Patrimonio di San Pietro. Perciò nel 773 i Franchi, su richiesta del papa, scesero in Italia con un'armata composta da almeno 10 000 soldati (secondo alcuni 40 000), guidati da Carlo stesso e da suo zio Bernardo. Dopo aver attraversato le Alpi e la Val di Susa, aggirando le fortificazioni longobarde, le forze franche raggiunsero la capitale longobarda nel settembre dello stesso anno. Come recentemente osservato, il rapido successo franco fu facilitato anche dalle divisioni che erano sorte tra i Longobardi, tanto che l'esercito schierato da Desiderio era formato solo da contingenti giunti dall'Italia nord-occidentale, dall'Emilia e dai ducati di Tuscia e di Spoleto, mentre i ducati di Benevento, Vicenza, Treviso e quello del Friuli non inviarono armati al sovrano.

## Assedio

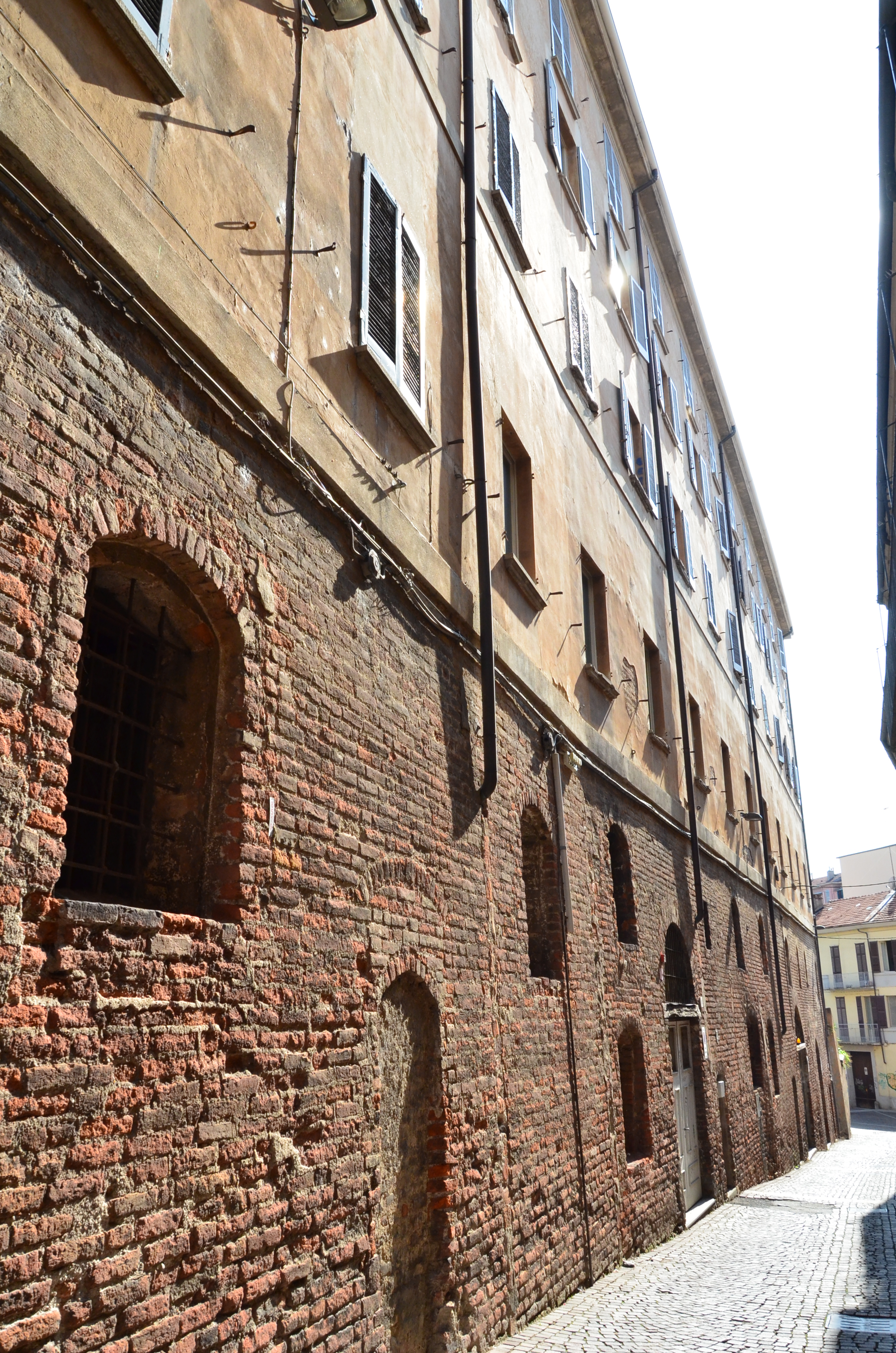
Pavia, via dei Mulini, tratto dell'antica cinta muraria di età romana e altomedievale inserita all'interno di abitazioni.

Nel settembre del 773 i Franchi cinsero d'assedio Pavia, dove si era asserragliato Desiderio con una parte dell'esercito regio, mentre suo figlio, nonché coregnante Adelchi si rinchiuse a Verona insieme con Gerberga e i figli di Carlomanno. Tuttavia l’assedio della città ben presto si rivelò più difficile del previsto: Pavia, infatti, pur essendo posta in una zona pianeggiante, era difesa a sud dal Ticino. Lo stesso fiume, nei pressi della città, si divideva in numerosi meandri, intercalati da boschi, lanche e zone umide, ma le difese naturali della città non si limitavano al Ticino: due piccoli corsi d’acqua (il Navigliaccio e le due Vernavole) originati dalle risorgive e dotati di acque perenni, scavavano due profondi avvallamenti a est e a ovest della città. Pavia inoltre era provvista di solide opere fortificate, risalenti all’età romana, ma rafforzate successivamente.
Durante l'assedio i Franchi conquistarono gli altri territori longobardi nella primavera del 774, dopo aver passato l'inverno nell'accampamento intorno alla città, Carlo Magno, con la moglie Ildegarda e i figli, si recò in visita a Roma per trascorrere la Pasqua. Il papa ne approfittò per ribadire le sue richieste su diversi territori caduti in mano longobarda, tra cui Venezia e l'Istria e i grandi ducati longobardi di Spoleto e Benevento.
La mancanza di soccorsi (gran parte dell'aristocrazia longobarda ormai appoggiava Carlo Magno), e forse anche la scarsità di vettovaglie rimaste nella capitale longobarda, spinsero Desiderio ad arrendersi a Carlo il 5 giugno 774. L'ex sovrano longobardo fu esiliato, con la moglie Ansa e il resto della famiglia, nel monastero di Corbie, in Francia.

## Conseguenze
Con la resa di Desiderio, Carlo Magno assunse il titolo di rex Langobardorum, mentre Gerberga e i figli furono catturati dopo la caduta di Verona, avvenuta probabilmente nei primi mesi del 774, e furono esiliati con il resto della famiglia reale longobarda presso il monastero di Corbie. Adelchi invece riuscì a fuggire verso Benevento e poi verso Costantinopoli, dove ottenne la protezione dell'imperatore Costantino V. Carlo Magno si fermò a Pavia nei mesi di giugno e luglio per riorganizzare l'amministrazione del regno, che, almeno nei primi decenni della conquista franca non subì (con l'esclusione del ducato del Friuli, che si ribellò militarmente a Carlo Magno nel 776) particolari rivolgimenti e Pavia mantenne il ruolo di capitale.

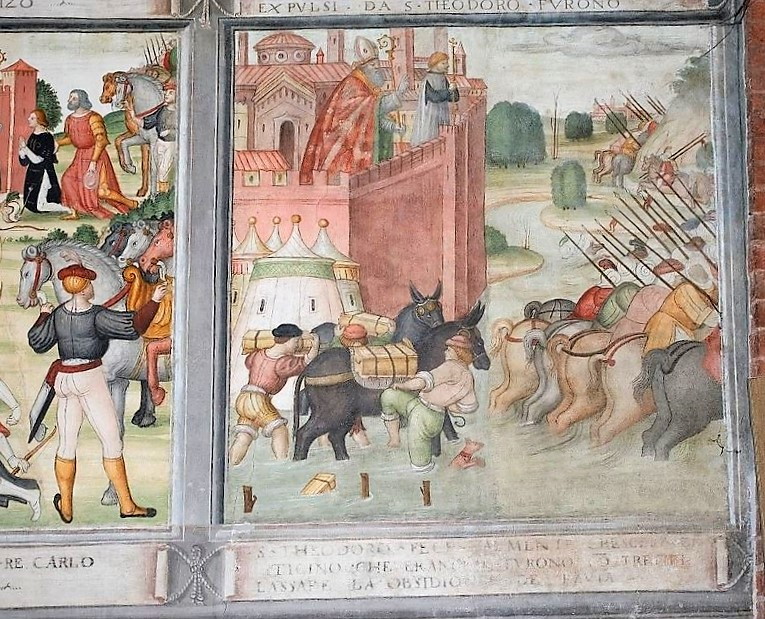
Anonimo Lombardo, Ciclo delle storie di San Teodoro, Carlo Magno è costretto ad abbandonare l'assedio di Pavia, 1514 circa, Pavia, Chiesa di San Teodoro.

Il ducato di Benevento, grazie alla propria alleanza con l'Impero romano d'Oriente rimase l'unico baluardo dell'ormai sconfitto Regno longobardo, dal momento che altri importanti ducati, quali quelli di Spoleto e Friuli erano stati sottomessi dai Franchi, e il duca Arechi II, che aveva sposato la figlia di Desiderio con Adelperga, assunse il titolo di princeps Langobardorum, rivendicando così l'eredità del regno di Pavia.

## Memorie dell'assedio

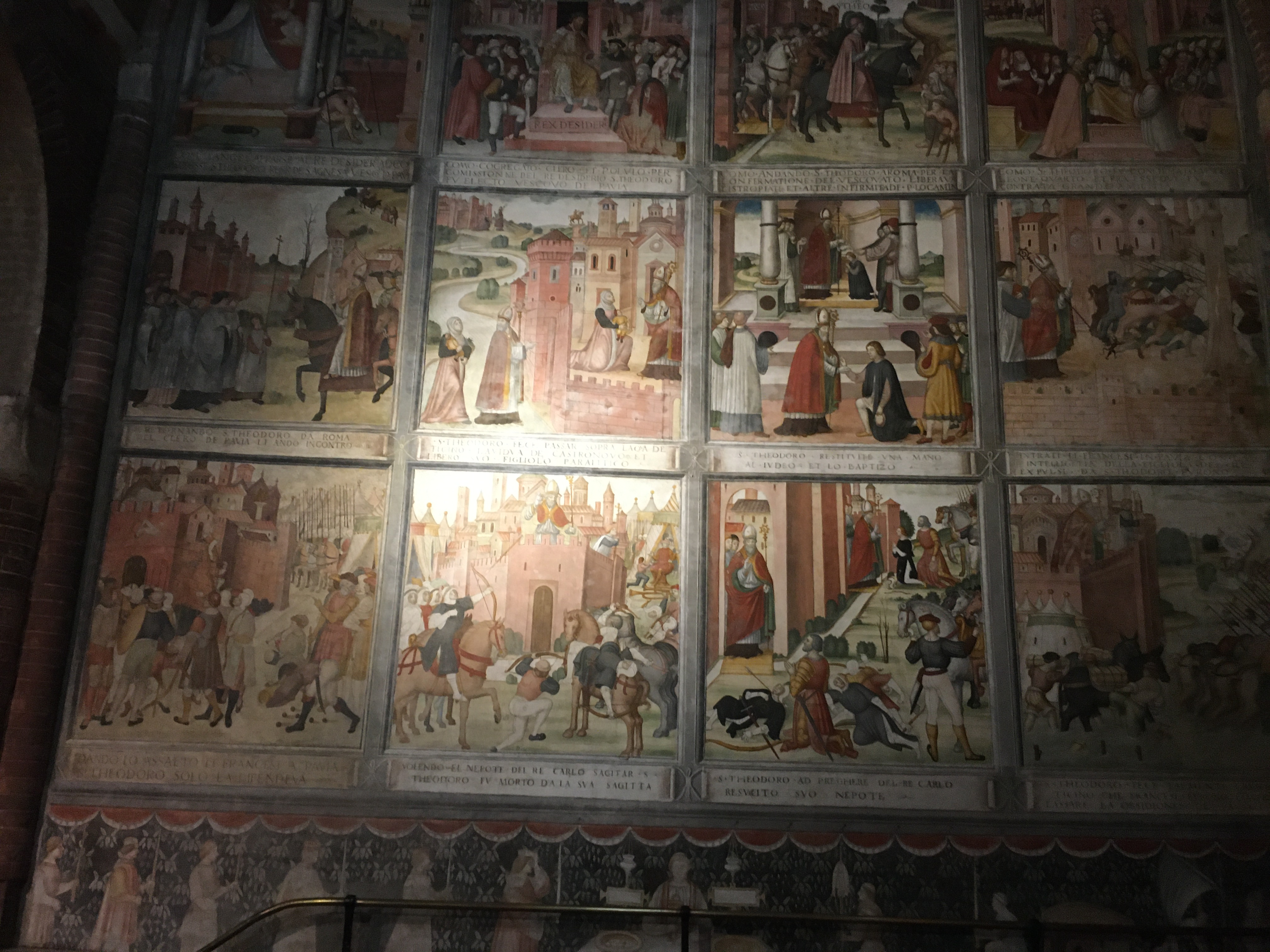
Anonimo lombardo, Ciclo delle storie di San Teodoro, 1514 circa, Pavia, Chiesa di San Teodoro.

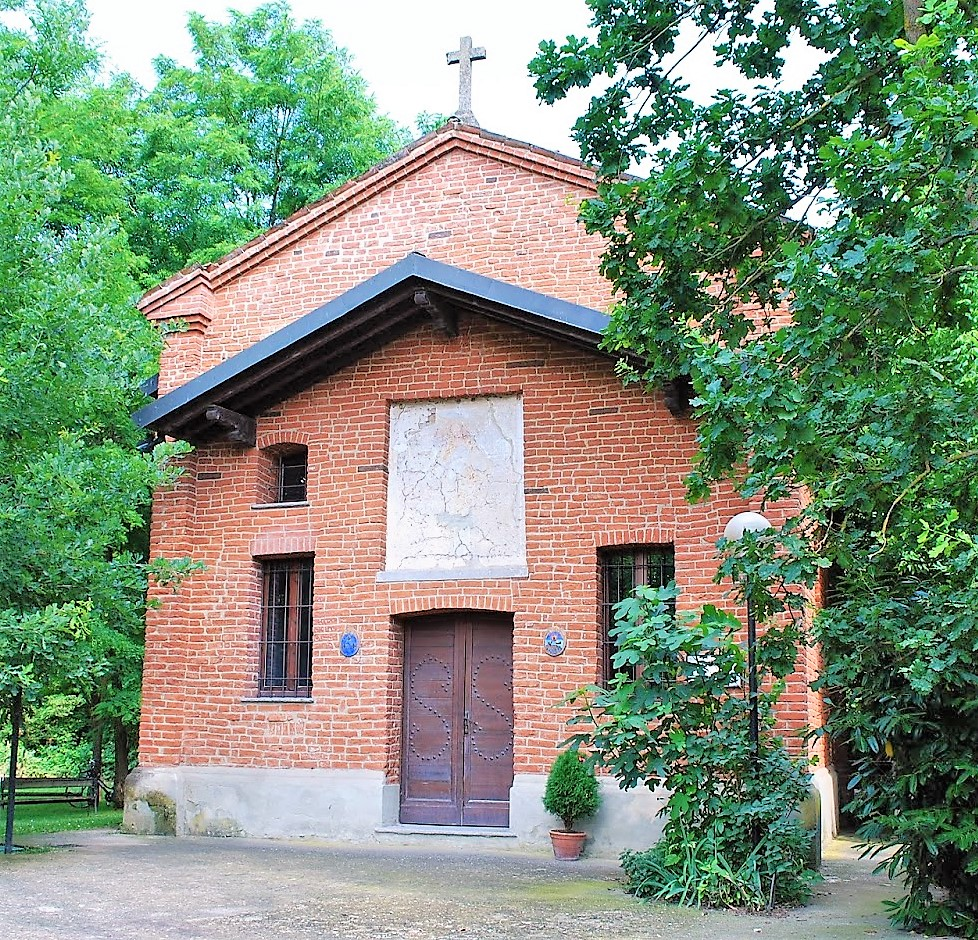
La chiesa di Santa Sofia.

A Pavia, dove la memoria della ragalità longobarda e del ruolo di capitale della città caratterizzarono l’identità urbana per secoli, si conservano alcune testimonianze dell’assedio, alcune coeve, come i tratti della prima cerchia muraria conservati in via dei Mulini, altre, seppur posteriori, molto significative, quali il ciclo delle storie di San Teodoro affrescato nella navata destra della chiesa di San Teodoro. Il dipinto, fatto realizzare nel 1514 dal rettore della chiesa Giovanni Luchino Corti a un anonimo artista lombardo, raffigura alcuni episodi della vita del santo vescovo pavese e in particolare durante l’assedio del 773- 774, che, nel ciclo pittorico, significativamente, fallisce. Teodoro infatti fece gonfiare le acque del Ticino, allagando l’accampamento franco e costringendo Carlo Magno ad abbandonare l’assedio. In anni in cui le guerre d’Italia creavano forti incertezze sul futuro della città e dell’intero ducato di Milano, i committenti, modificando il reale esito dell’assedio, intendevano rimarcare la loro forte identità e autonomia, come se il regno longobardo non fosse mai veramente caduto. Sempre legata alla memoria dell’assedio è la piccola chiesa di Santa Sofia posta su di un alto terrazzo del Ticino a pochi chilometri a occidente della città, che secondo una leggenda (basata sul racconto tramandato dal cronista Notekero Bàlbulo) fu fatta edificare da Carlo Magno durante l’assedio di Pavia in solo giorno per poter meglio assistere agli offici divini. Tuttavia, al di là della fantasiosa narrazione del cronista, sicuramente presso la chiesa sorse nel IX secolo una residenza di proprietà regia, nella quale soggiornarono prima Ludovico II e poi Carlo il Calvo nell'anno 876.